# Augusts Greble
Augusts Greble (deutsch: August Greble, * 30. Septemberjul. / 13. Oktober 1906greg. in Riga; † 10. Juli 1944 in der Sowjetunion) war ein lettischer Fußballspieler.

## Karriere und Leben
Augusts Greble wurde im Jahr 1906 in Riga in die Familie von Johan Greble und seiner Frau Auguste (1875–1956, geb. Zalcmane) geboren, und in der St.-Gertrud-Kirche getauft. Die Familie hatte noch vier weitere Söhne – Oļģerts, Jānis, Indriķis (1900–1971) und Ādolfs (1902–1943). Die letzten beiden genannten spielten wie Augusts Fußball, der bekannteste war Ādolfs, der auch in der Lettischen Nationalmannschaft spielte. 
Greble besuchte die Grundschule und die Sekundarschule in Riga. 1927 begann er ein Studium an der Fakultät für Landwirtschaft der Universität Lettland. Ab 1937 studierte Greble an der gleichen Universität in der Fakultät für Chemie.
Greble spielte in seiner Fußballkarriere in fünf Spielzeiten für den LSB Riga, davon drei in der Virslīga der höchsten lettische Spielklasse. Er konnte sich keinen Stammplatz bei dem Verein erkämpfen und beendete seine Spielerkarriere im Alter von 23 Jahren.
Im Zweiten Weltkrieg wurde Greble in die Lettische Legion der deutschen Wehrmacht einberufen. Er wurde mit dem Eisernen Kreuz ausgezeichnet. Greble fiel im Jahr 1944 im Alter von 37 Jahren in der Nähe des Flusses Welikaja bei der sowjetischen Operation Bagration.

## Weblink
- Lebenslauf bei kazhe.lv (lettisch)

| Personendaten    | Personendaten              |
| ---------------- | -------------------------- |
| NAME             | Greble, Augusts            |
| ALTERNATIVNAMEN  | Greble, August             |
| KURZBESCHREIBUNG | lettischer Fußballspieler  |
| GEBURTSDATUM     | 13. Oktober 1906           |
| GEBURTSORT       | Riga, Gouvernement Livland |
| STERBEDATUM      | 10. Juli 1944              |
| STERBEORT        | Sowjetunion                |